# Martyn Irvine
Martyn Irvine (Newtownards, Irlanda del Nord, 6 de maig de 1985) és un ciclista irlandès, que competeix per la República d'Irlanda. També ho ha fet per Irlanda del Nord als Jocs de la Commonwealth de 2010. Combina la pista amb la carretera. Actualment milita a l'equip Aqua Blue Sport.
Del seu palmarès destaca el Campionat del Món de scratch el 2013.

## Palmarès en pista
- 2011
  -  Campió d'Irlanda Campió d'Irlanda en Persecució
  -  Campió d'Irlanda Campió d'Irlanda en Scratch
  -  Campió d'Irlanda Campió d'Irlanda en Quilòmetre
- 2013
  -  Campió del món de Scratch
  -  Campió d'Irlanda Campió d'Irlanda en Persecució
  -  Campió d'Irlanda Campió d'Irlanda en Scratch

### Resultats a laCopa del Món en pista
- 2013-14
  - 1r a Manchester, en Puntuació

## Palmarès en ruta
- 2010
  -  Campió d'Irlanda Campió d'Irlanda de Critèrium
- 2011
  -  Campió d'Irlanda Campió d'Irlanda de Critèrium
  - Vencedor d'una etapa de la An Post Rás